# Панкратий (Дончев)
Митрополит Панкратий (в миру Пенчо Николов Дончев; 14 декабря 1926, селе Зимница, Старозагорская область — 16 июля 1998, Стара-Загора) — епископ Болгарской православной церкви, митрополит Старозагорский.

## Биография
Основное образование получил в 1940 году в селе Ветрен. В 1947 году окончил Пловдивскую духовную семинарию.
Имея сильное желание получения знаний и духовного усовершенствования, семинарист Пенчо Дончев поступил на Богословский факультет Софийского университета святого Климента Охридского. Обучаясь на первом курсе, поступил на послушание в Бачковский монастырь.
По предложению монастирского братства и с одобрения Священного Синода под председательством митрополита Врачанского Паисия (Анкова) 15 февраля 1949 года Пенчо Дончев был пострижен в монашество с именем Панкратий.
21 сентября 1949 года инок Панкратий был рукоположён в сан иеродиакона, а 18 сентября 1952 года по решению Священного Синод, был рукоположён митрополитом Врачанским Паисием в сан иеромонаха.
Во время своего пребывания в Бачковском монастыре иеромонах Панкратий исполнял должности заведующего монастырским музеем, монастырской библиотекой, монастырским сельским хозяйством и др. Благодаря проявленным послушанию, умению, трудолюбию и справедливости, он завоевал уважение, как игумена монастыря, епископа Троянопольского Симеона (Цонева), так и братии.
По просьбе митрополита Старозагорского Климента и одобрения Священного Синода, 1 сентября 1954 года иеромонах Панкратий был назначен протосингелом Старозагорской митрополии. И на этом служении он показал преданность и строгость в исполнении своих обязанностей, которые принесли ему уважение и любовь людей, с которыми он служил.
14 апреля 1957 года, на праздник вербного воскресенья, иеромонах Панкратий был возведён в сан архимандрита.
По просьбе на митрополита Климента, чьё здоровье резко ухудшилось, Синод избрал архимандрита Панкратия епископом с титулом «Величский» и назначен викарием Старозагорскиой епархии.
18 декабря 1966 года в патриаршем кафедральном соборе Святого Александра Невского состоялась хиротония архимандрита Панкратия во епископа Величского. Хиротонию возглавил Патриарх Болгарский Кирилл в сослужении членов Священного Синода.
12 июля 1967 года Священный Синод единодушно избрал епископа Панкратия митрополитом Старозагорским. Так исполнилось желание митрополита Климента, который при жизни высказал желание, чтобы его наследником по кафедре стал именно епископ Панкратий.
C началом демократических перемен в Болгария, митрополит Панкратий основал в Старой Загоре просветительский центр «Св. Благовещение», содействовал изданию церковного вестника и журнала. Заботился об окормлении болгарской армии.
За свои заслуги митрополит Панкратий был провозглашён Почётным гражданином Старой Загоры.
В течение ряда лет был представителем Болгарской православной церкви во всемирном совете церквей.
В 1990 году становится депутатом Великого народного собрания (VII ВНС) как независимый кандидат.Отказался подписать конституцию Болгарии. 
В 1992 году становится одним из инициаторов раскола в Болгарской православной церкви. 18 мая 1992 года вместе с митрополитами Неврокоским Пименом (Эневым), Врачанским Калиником (Александровым), Великотырновским Стефаном (Стайковым) и Доростоло-Червенским Софронием (Стойчевым) издал заявление, в котором поддержал решение «Дирекции вероисповеданий» о нелегитимности избрания Патриарха Максима в 1971 году. Митрополиты заявили, что считают выборы Патриарха Максима нелегитимными и начинают процедуру выборов нового Предстоятеля. Временным Наместником-Председателем Синода они избрали митрополита Пимена. Таким образом, 18 мая фактически был создан альтернативный (антипатриарший) Синод, в состав которого вошли пять из тринадцати правящих архиереев БПЦ. Кроме того, к мятежникам примкнуло пять викарных епископов.
22 июля 1992 года Собором архиереев, сохранивших верность Патриарху Максиму за учинение раскола и совершение незаконной епископской хиротонии был лишён сана (в числе других уклонившихся в раскол архиереев).
Принёс покаяние и 12 декабря 1995 года восстановлен на Старозагорской кафедре.
Скончался 16 июля 1998 года. Погребён за алтарём кафедрального митрополичьего храма Святого Димитрия.